# Ancrage Magazine
Pour les articles homonymes, voir Ancrage.
Ancrage Magazine est un magazine semestriel français publié par la société Solétanche Bachy et présentant tous les travaux en cours ou à venir. Il parait tous les janvier et juillet de chaque année et est rédigé en français et en anglais.
C'est la reprise du magazine Ancrages publié par la société Bachy avant que celle-ci ne fusionne avec Solétanche.